# Назаровка (Самарская область)
Назаровка — село в Клявлинском районе Самарской области, административный центр сельского поселения Назаровка.

## География
Находится на расстоянии примерно 18 километров по прямой на северо-восток от районного центра железнодорожной станции Клявлино.

## История
Село  основано предположительно в XVIII веке переселенцами из деревни Нарат-Асты (ныне село в Сармановском районе Татарстана).

## Население
Постоянное население составляло 428 человека (татары 55%) в 2002 году, 386 в 2010 году. Татарская часть населения относится к кряшенам.